# Vụ sập đường đi bộ Hyatt Regency
Vụ sập đường đi bộ Hyatt Regency diễn ra tại khách sạn Hyatt Regency Kansas City ở thành phố Kansas, Missouri, vào ngày 17 tháng 7 năm 1981. Hai lối đi, một lối đi ngay phía trên, đổ xuống một điệu nhảy trà được tổ chức tại sảnh của khách sạn. Lối đi sụp đổ đã giết chết 114 người và làm bị thương 216. Đây là sự sụp đổ cấu trúc nguy hiểm nhất trong lịch sử Hoa Kỳ  cho đến khi tòa tháp Trung tâm Thương mại Thế giới sụp đổ 20 năm sau đó.